# Russie au Concours Eurovision de la chanson 2014
La Russie est l'un des trente-sept pays participants au Concours Eurovision de la chanson 2014, qui se déroule à Copenhague, au Danemark. Le pays est représenté par Les jumelles Tolmatchevy et leur chanson Shine.

## Sélection
Le 15 mars 2014, le diffuseur russe Rossiya 1 annonce que les jumelles Tolmatchevy ont été sélectionnées en interne pour représenter la Russie à l'Eurovision 2014. Leur chanson, intitulée Shine, est présentée le 19 mars 2014.

## À l'Eurovision
La Russie a participé à la première demi-finale, le 6 mai 2014. Y terminant 6e avec 63 points, le pays se qualifie pour la finale, où il arrive 7e avec 89 points.